# Гардинер, Стивен (епископ)
Сти́вен Га́рдинер (англ. Stephen Gardiner; ок. 1497, Бери-Сент-Эдмундс — 12 ноября 1555, Уайтхолл, Лондон) — английский государственный и религиозный деятель, епископ Винчестерский, гуманист и учёный. Реформатор, участвовал как в создании отдельной англиканской церкви, так и впоследствии в рекатолизации Англии во время правления королевы Марии I.

## Биография
Родился в семье торговца тканями Джона Гардинера и Хелен, незаконнорожденной дочери Джаспера Тюдора, герцога Бедфорда (таким образом, Стивен приходился троюродным братом королю Генриху VIII). В 1507 году Стивен совершил поездку в Париж для получения образования и там познакомился с Эразмом Роттердамским. С 1511 года он учился в Кембриджском университете, в 1520 стал там доктором по гражданскому праву и в 1521 — по каноническому. В течение многих лет своей жизни был ректором кембриджского Тринити-колледжа; связи с этим университетом учёный сохранял всю свою жизнь. Кроме избранной им юриспруденции, Гардинер был признанным знатоком древнегреческого языка, увлекался музыкой и театром.
Осенью 1524 года Гардинер поступил на службу Томасу Уолси, архиепископу Йоркскому, папскому легату и лорду-канцлеру короля Генриха VIII, а в 1525 году стал его секретарём. Благодаря своим усилиям, направленным на то, чтобы склонить папу римского Климента VII дать разрешение на развод Генриха с его супругой Екатериной Арагонской, Гардинер получил в 1531 году от короля епископство Винчестерское. В 1527 году он, совместно с Томасом Мором вёл дипломатические переговоры с Францией. В 1534 году Гардинер, совместно с другими английскими епископами, поддержал законопроект, делающий короля главой Английской церкви и защищал королевское право супрематии над церковью в своём трактате De Vera Obedientia (1535; Истинное послушание). Не признавая верховенства римского папы, он в то же время придерживался мнения о сохранении в реформированной церкви католической доктрины и литургии («Признание супрематии короля не означает отделения от католической церкви»).
После падения Томаса Кромвеля, Гардинер в 1540 году стал канцлером Кембриджского университета. Будучи членом Тайного совета, он боролся с влиянием при дворе радикального протестантизма. В связи с этим он оказался замешанным в интриги, направленные против последней жены короля Генриха VIII, Екатерины Парр. Этим Гардинер нажил немало врагов при дворе, вследствие чего он не был включён в 1547 году в состав Регентского совета, который должен был управлять страной после смерти короля Генриха вплоть до совершеннолетия Эдуарда VI.
После того, как со вступлением на английский престол короля Эдуарда VI Гардинер отказался признать религиозные новшества, введённые архиепископом Кентерберийским Томасом Кранмером, он был заклеймён как консерватор-католик и арестован. Вскоре выйдя на свободу, Гардинер усилиями его врагов-протестантов был в 1549 вновь арестован и заключён на 4 года в Тауэр. В 1547 году он был лишён звания канцлера Кембриджского университета, в 1549 — ректората в Тринити-колледже, в 1551-м у него было отобрано Винчестерское епископство. С восхождением на престол королевы Марии I Тюдор Гардинер был выпущен на свободу и ему были возвращены отобранное епископство и остальные должности. Если раньше он, из политических соображений, выступал за признание недействительным брака между родителями Марии I, королём Генрихом и Екатериной Арагонской, то теперь он выступил с доказательствами того, что этот брак продолжает считаться законным.
В 1553 году Гардинер стал лордом-канцлером Англии, участвовал в восстановлении католической церкви в стране и в разработке законов, направленных против еретиков (то есть против протестантского духовенства). В то же время он выступал против их казней и пытался спасти жизнь своему старому противнику Томасу Кранмеру, однако безуспешно. В то время, как Мария сжигала на кострах еретиков по всей Англии, в диоцезе Гардинера, Винчестере, не был вынесен ни один смертный приговор. Как радетель английский национальных интересов выступал также против брака Марии I с испанским принцем Филиппом Габсбургом, опасаясь включения Англии в Испанскую империю. Безуспешно пытался оказать влияние на установление мира между Францией и Священной Римской империей. Постепенно теряя былое влияние при дворе, Гардинер к конце 1555 года серьёзно заболел. 8 ноября он ещё принимал участие в открытии заседания Парламента, однако затем настолько ослаб, что был перенесён в Уайтхоллский дворец, где в ночь на 12 ноября 1555 года скончался.
Гардинер был дружен с такими гуманистами, как Томас Мор и Джон Фишер. Был очень близок с Эразмом Роттердамским во время пребывания того в Англии, преклонялся перед ним как учёным.

## Сочинения (избранное)
- De vera obediencia. — London, 1535.
- De impudenti ejusdam pseudologia conquestio. — London, 1546.
- A Declaration of such true articles as George Joye hath gone about to confute as false. — London, 1546.
- A Detection of the Devils Sophistrie. — London, 1546.
- An Explication of the true Catholique faythe. — Rouen, 1551.

## Образ в культуре
Стивен Гардинер стал персонажем романов Хилари Мантел «Вулфхолл» и «Введите обвиняемых». Он появляется в ряде фильмов и сериалов:
- «Елизавета» (1998 год, Гардинера сыграл Теренс Ригби);
- «Генрих VIII» (2003, Теренс Харви);
- «Королева-девственница» (2005, Роберт Пью);
- «Тюдоры» (2007—2010, Алан Девин и Саймон Уорд);
- «Волчий зал» (2015, Марк Гэтисс);
- «Становление Елизаветы» (2022, Алекс Маккуин);
- «Волчий зал: Зеркало и свет» (2024, Алекс Дженнингс).